# Неволя и величие солдата
«Неволя и величие солдата» (фр. Servitude et grandeur militaire) — сборник военной прозы французского писателя Альфреда де Виньи, опубликованный в 1835 году. Включает повести «Лоретта, или Красная печать», «Ночь в Венсене», «Жизнь и смерть капитана Рено». В этих произведениях, по словам одного из литературоведов, Виньи «восхваляет внутреннее достоинство человека в противовес преходящей славе».